# Alimentos tabú

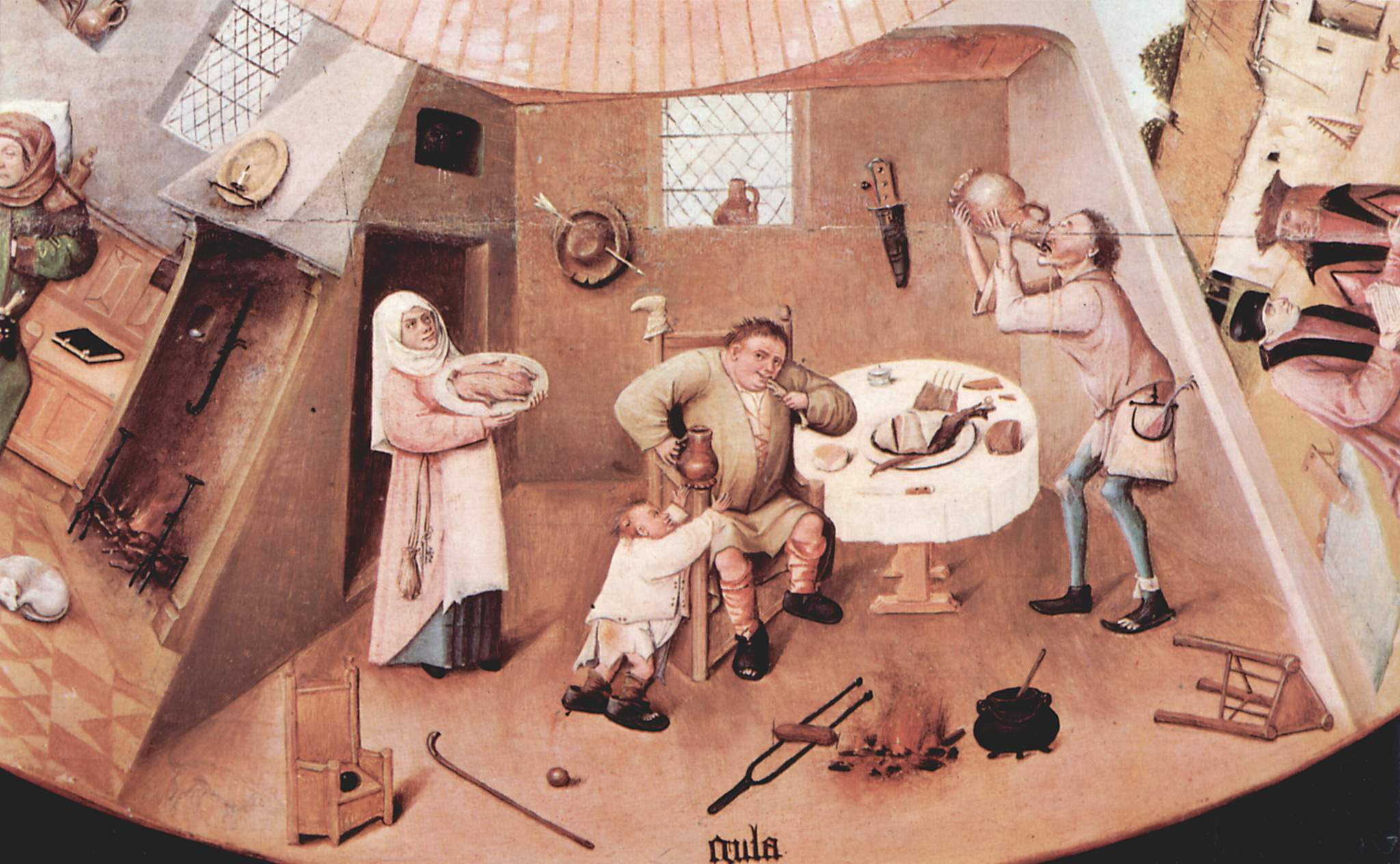
Gula, una de las secciones de la Mesa de los pecados capitales, de Hieronymus Bosch. Cuatro personajes, en la escena: a la mesa hay un hombre gordo comiendo; a la derecha, de pie, otro que bebe ansiosamente, directamente de la jarra; a la izquierda, una mujer presenta una nueva vianda en una bandeja. Aparece un niño obeso, que simboliza el mal ejemplo que se da a la infancia. En primer plano, una salchicha se asa al fuego.

Los alimentos tabú son aquellos alimentos (carnes, pescados, vegetales o bebidas) que, por razones culturales o religiosas, no se consideran aceptables para el consumo y son por lo tanto, de un modo o de otro, tabú para algunas personas.

## Introducción
La mayoría de los investigadores coinciden acerca de la naturaleza omnívora del hombre; no obstante, existe un elemento importante que es la preferencia hacia algunos alimentos frente a otros. Dejando este apartado a otras áreas de la ciencia como la psicología, la sociología, etcétera, lo cierto es que los gustos adquiridos por una sociedad son desaprobados por otra. Ciertamente, el carácter tabú de los alimentos es más un aspecto local que global, que corresponde a las naciones y grupos sociales. Los mecanismos que gobiernan esta decisión no parecen corresponder a razones lógicas. Las investigaciones sobre este tema reflejan que las preferencias de unos alimentos con respecto a otros no están en nosotros desde que nacemos sino que van adquiriéndose por motivos sociales y educación, ya que los animales no tienen estas limitaciones.
La comida tabú se ha asociado desde sus inicios con una sensación de repugnancia. La asociación con un alimento incomestible ha sido siempre social (como es el caso de la carne de perro y gato), siendo en cualquier caso interpretada como una cuestión reactiva del instinto, debido en parte a que la clasificación de tabú proviene de situaciones extremas de emergencia, como las hambrunas tal y como fue en el Vuelo 571 de la Fuerza Aérea Uruguaya. Como regla general, la fuerte aversión respecto a los alimentos tabú se muestra como una náusea que evita la ingestión de alimentos.
La mayor parte de los tabúes alimentarios se refieren a la carne y a los subproductos del despiece animal; solo una pequeña parte se relaciona con las plantas. Los investigadores Daniel Fessler y Carlos David Navarrete encontraron en sus investigaciones 38 tabúes basados en carne, pero solo siete en plantas. Para la investigación examinaron cerca de doce culturas diferentes. En las investigaciones se refleja que, respecto a Occidente, China es el país cuya comida más tabúes inspira, mientras que fuera de las culturas asiáticas el mayor número de alimentos tabú se sitúa en Europa Central y Francia.

## Modelos de explicación
Existen diferentes modelos de explicación acerca de la emergencia y mantenimiento en la sociedad acerca de los tabúes en la comida. Los más conocidos son:
1. El Principio cultural-materialista o económico-racionalista. El representante más conocido es el antropólogo estadounidense Marvin Harris (Good to eat. Riddles of Food and Culture, 1985). Este principio asume que los alimentos tabú se fundamentan en un motivo racional y un análisis coste beneficio sobre el abastecimiento eficiente de la comida. Es la «teoría de la búsqueda óptima de alimento», según la que cada grupo cultural desarrolla sus hábitos nutricionales y dietéticos en función de la disponibilidad de las condiciones ecológicas y económicas del lugar, teniendo de esta forma la esperanza de alimentarse ad eternum. Así, Harris razona por ejemplo que las vacas vivas en la India debían tener un gran valor y de esta forma hubiera sido muy costoso sacrificarlas, por lo que se convirtió en un alimento tabú como vacas sagradas.
2. El Principio socio-cultural o funcionalístico. Las ideas más representativas de este modelo asumen que los tabúes sirven de forma primaria en la estabilización de la identidad de grupo y al mismo tiempo en la demarcación con respecto a otros grupos. Los alimentos tabú realizan, de esta forma, un servicio social. Por lo tanto, convertir en tabú una comida o un alimento que come otro grupo social proporciona esa sensación inconsciente de demarcación. Un representante de esta idea es Frederick J. Simoons (Eat emergency this Flesh. Food of avoidances into the old World, 1967). Este principio no puede explicar las razones por las que la sociedad hace tabú a unos alimentos y no a otros. El significado de la comida desde esta perspectiva ya no es objeto de investigación y de análisis hoy en día.[4]
3. El Principio estructural, que particularizó Mary Douglas (Purity and Danger , 1966), Claude Lévi-Strauss y en Alemania Ulrich Tolksdorf. En este modelo la comida tiene una representación simbólica, que ayuda a dar cierto significado al entorno. Por esta razón cada cultura clasifica las comidas como puras o impuras, sagradas o profanadoras. Por regla general los alimentos sagrados son comestibles y los profanadores no. Esta simple clasificación vino a proporcionar el alimento tabú como aquel que no debía comerse, y por lo tanto debía ser rehusado.
4. Una versión modificada del «principio estructural» ha dado lugar a un modelo etnosocial mediante Edmund Leach (Culture and communication, 1974). El significado de no comestible (previo quizás al de tabú) esconde detrás un animal precisamente muy comúnmente clasificado o muy extraño. Por ejemplo, en Europa Central los animales de presa pueden ser comúnmente clasificado y los insectos como animal extraño, así como los monos o perros. Leach estableció un índice de «comestibilidad» en función de un conjunto de reglas conectadas entre sí. Si la relación con el objeto es «muy cercana», entonces se aplica una regla similar al tabú del incesto y su consiguiente prohibición de casamiento, otra regla puede ser: los «animales recién nacidos no son comestibles».
5. El Principio de emoción-psicológica, los representantes de este principio son Fessler/Navarrete (Meat is good good to taboo 2003). Estos investigadores afirman que la emoción es el fundamento para la explicación de ciertos alimentos tabú, ya que algunos están relacionados con la sensación disgusto y pronto evolucionarían hacia un principio vital de supervivencia en el que se facilitaría una selección en los alimentos con la intención de minimizar el riesgo a morir por su ingesta, de esta forma nació el concepto de «comida equivocada». Este riesgo es mayor con animales que con plantas. Los sentimientos de disgusto se traducen en náusea y vómito tras el consumo debido a cierto mecanismo en el cerebro que nos obliga a sobrevivir.

Todos los principios enunciados tienen sus desventajas y puntos débiles, y no son capaces de explicar todos los aspectos y visiones posibles sobre los alimentos tabú. Eva Barlösius menciona a este respecto que muy posiblemente el rechazo a comer vacas en la India, o a comer carne de caballo en el norte de Europa, o carne de perro, así como la ingesta de carne de cerdo por musulmanes y judíos tenga más que estudiarse con una teoría en cada caso que en la búsqueda de una teoría global que las explique.

## Alimentos tabú debido a las creencias religiosas

### Carne vacuna
Uno de los más conocidos tabúes alimentarios es la prohibición religiosa del hinduismo de faenar y comer la carne de los vacunos, en especial la de las vacas, que son consideradas divinas e inviolables. La vaca se considera en la India como la representación divina de Prithivi Mata (la Madre Tierra). Además de un Krishna o encarnación del dios Vishnú, las representaciones de la religión hinduista representan a las vacas con el dios a su lado. Un toro denominado Nandi es la representación del dios Shivá. Para algunos hindúes una vaca es la reencarnación directa anterior antes de ser un humano, por lo que si se sacrifica a una vaca se retroceden 87 escalones de reencarnación. Se considera sagrada no solo la vaca, sino también la leche y cualquier producto del bovino.
Para la mayoría de los que viven en los estados federados de la India es ilegal sacrificar bovinos.
De Mahatma Gandhi se tiene la siguiente cita: «El centro del hinduismo es la protección de las vacas. La protección de las vacas es uno de los más maravillosos fenómenos de la evolución humana (...) Su protección del sacrificio es el regalo del hinduismo al mundo. Y el hinduismo vivirá en el futuro, en tanto le sea permitido proteger a las vacas.»

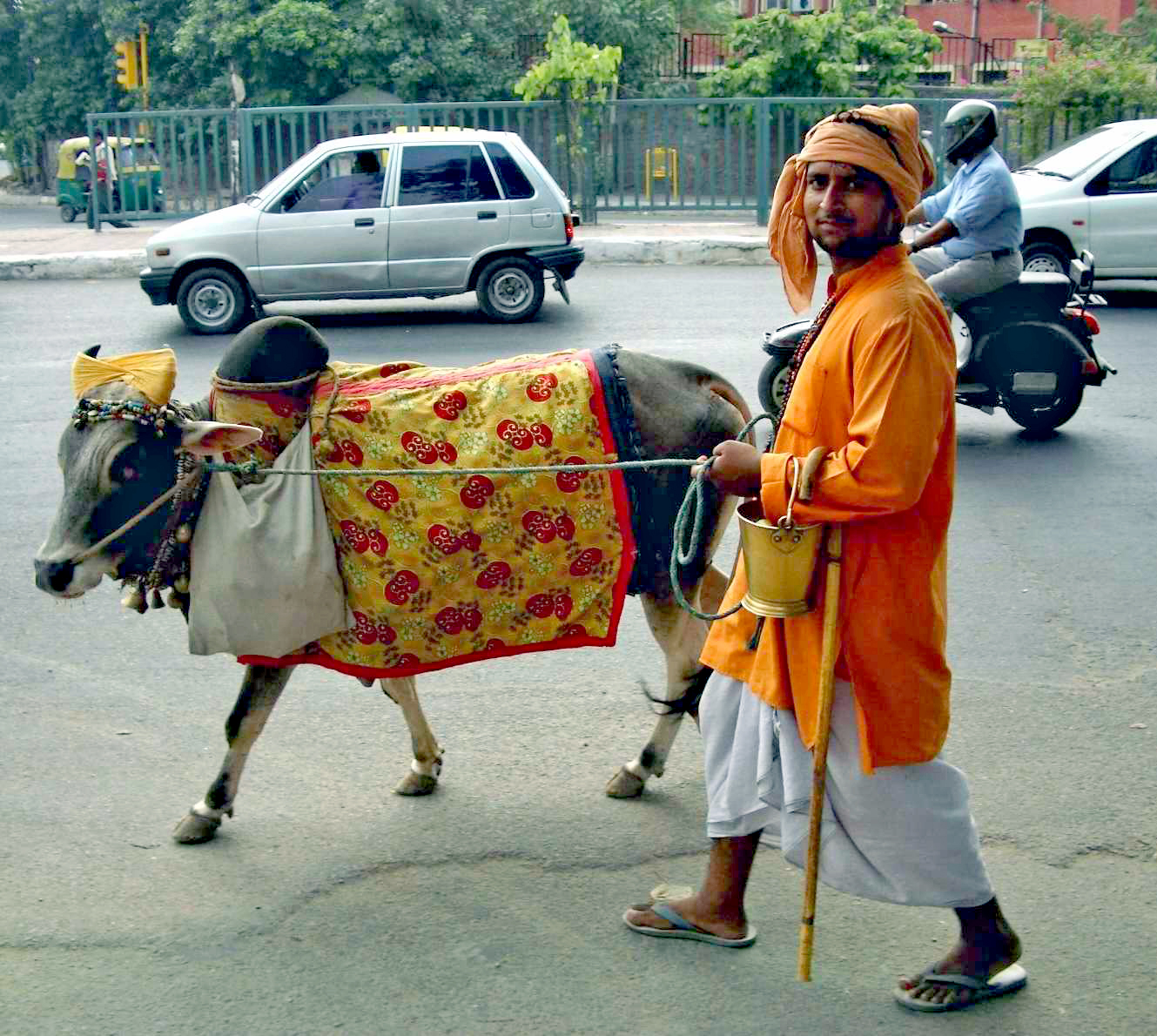
Una vaca en una calle de Delhi

La veneración de los hindúes por las vacas difiere bastante según las regiones. Por ejemplo, en el norte de la India existe una relación religiosa y casi emocional con las vacas, pero en el sur de Kerala se ofrecen para el sacrificio los ejemplares más viejos a carniceros cristianos o musulmanes; la ternera se come en ciertas cantidades en esta zona. Para la mayoría de los hindúes la ingesta de carne de ternera es sin embargo un tabú. Los ejemplares improductivos se mantienen alimentados, e incluso existen unas especies de residencias para vacas, donde se las adora y se las alimenta con pan. Según el antropólogo Marvin Harris, en el período de la década de los años 1980, la India tenía 3.000 de esas residencias para vacas, en total cerca de 580.000 animales, la mayoría de ellas pertenecientes a los seguidores del jainismo.
La mayoría de los hindúes creen que en la India también existía en la antigüedad la veneración y el principio de no sacrificio de los bovinos; el consumo de buey solo es difundido por los seguidores del Islam en el territorio. Esta opinión generalizada puede ser contradicha, sin embargo, al consultar diversas fuentes. Ya en el período que va desde el 1800 hasta 800 a. C., los indoarios portadores del veda que vivieron en el norte de la India eran nómadas, y de acuerdo con las fuentes sacrificaban parte de su ganado como ritual religioso. Estas ofrendas tras el sacrificio eran ingeridas entre los sacerdotes y los guerreros. Esta representación ha sido frecuentemente investigada por los indólogos. «El ganado en la época de los vedas no era solo la única ofrenda importante realizada a los dioses, sino que también era realizada a diario, tal y como se ve (...) en numerosos (...) textos. Todavía en la época del emperador Ashoka a mediados del siglo III a.C. no era tabú el sacrificio de vacas y ovinos. Los brahmanes comían carne de vaca, y la ofrecían a sus invitados (...). Con el transcurso del tiempo la carne de los bovinos fue convirtiéndose en tabú para todos los hindúes, mientras que al mismo tiempo los subproductos eran considerados sagrados o como ejemplo de purificación.»

### Carne de cerdo y jabalí

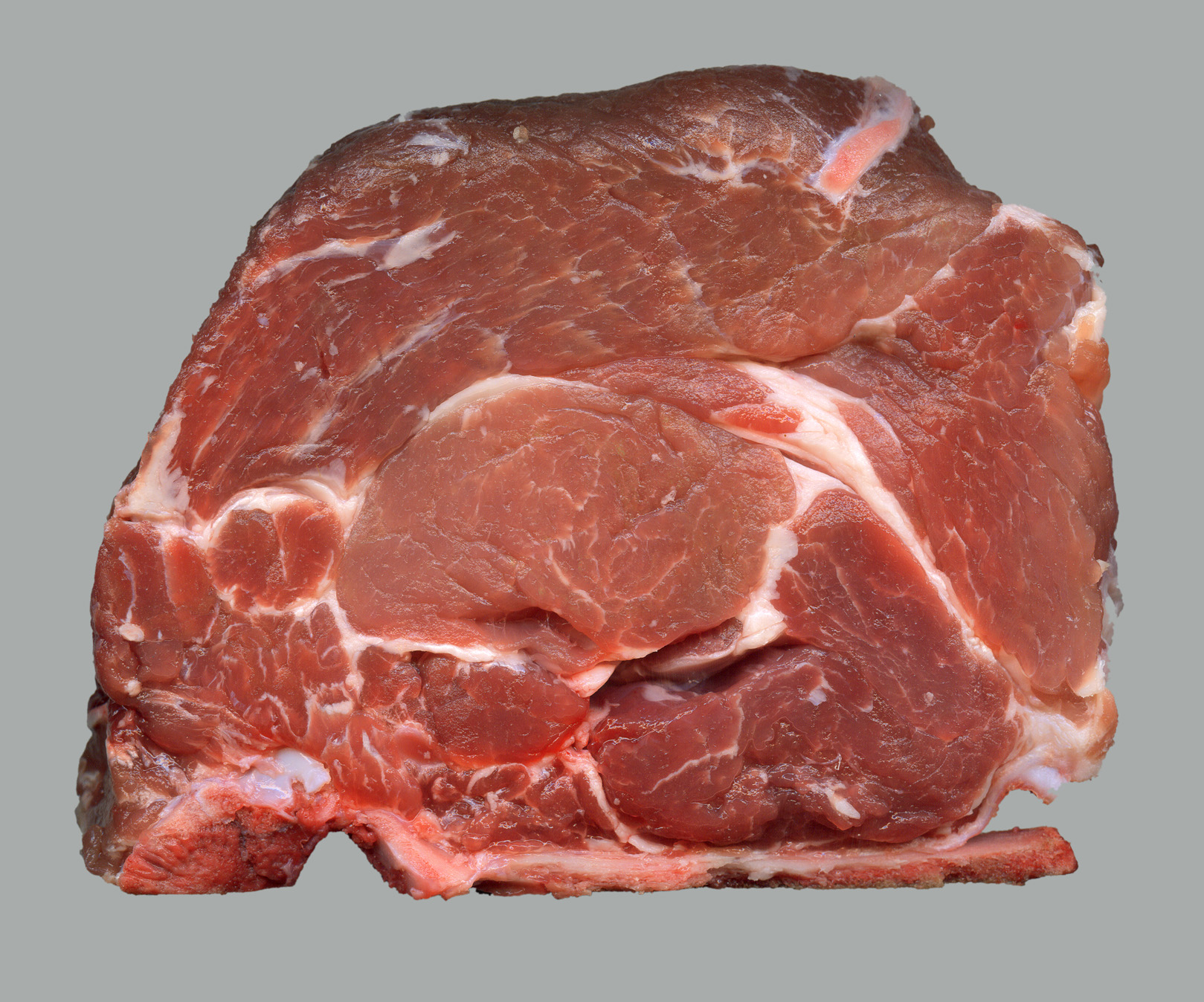
Carne de cerdo.

Tanto en la religión judía como en la musulmana y en ciertas iglesias cristianas como los adventistas, la carne de cerdo y de jabalí es un tabú. Los textos sagrados de ambas prohíben el consumo de esta carne. La Torá prohíbe el consumo en crudo de una gran cantidad de animales, y esta prohibición afecta también al cerdo doméstico. La prohibición se menciona en el Levítico, el tercer libro de Moisés:

Estos son los animales que comeréis de entre todos los animales que hay sobre la tierra. De entre los animales, todo el que tiene pezuña hendida y que rumia, éste comeréis. Pero de los que rumian o que tienen pezuña, no comeréis éstos: el camello, porque rumia pero no tiene pezuña hendida, lo tendréis por inmundo. También el conejo, porque rumia, pero no tiene pezuña, lo tendréis por inmundo. Asimismo la liebre, porque rumia, pero no tiene pezuña, la tendréis por inmunda. También el cerdo, porque tiene pezuñas, y es de pezuñas hendidas, pero no rumia, lo tendréis por inmundo
Tercer libro de Moisés 11

El jabalí, al igual que el cerdo, tiene pezuñas y es de pezuñas hendidas, pero no rumia, por lo que estaría igualmente prohibido.
Dicho libro se corresponde con el Levítico del Antiguo Testamento y por tanto también aparece en este la mencionada prohibición (Levítico). A pesar de ello, el cristianismo no ha desarrollado el correspondiente tabú.
El Corán prohíbe igualmente y de forma explícita el consumo de la carne de cerdo y jabalí, dando una clara indicación acerca de lo que es en los alimentos puro (halal) e impuro (haram) desde el punto de vista de las leyes islámicas:

Se os prohíbe comer la carne del animal que haya muerto de muerte natural, la sangre, la carne de cerdo y la de un animal que se sacrifique en nombre de otro que Dios; no obstante quien se vea obligado a hacerlo en contra de su voluntad y sin buscar en ello un acto de desobediencia, no incurrirá en falta. Es cierto que Dios es Perdonador y Compasivo […]
Corán 2.173

Hay que tener en cuenta que en árabe cerdo y jabalí se llaman de la misma manera (haluf), por lo que aunque ese término habitualmente se traduce como cerdo, es extensivo también al jabalí.
En ambas religiones la carne de cerdo y jabalí es considerada como tabú y ambas justifican hoy en día este rechazo mencionando las cualidades poco limpias del animal en su rutina diaria: se menciona que es sucio y que se alimenta de sus propios excrementos. Además, la ingestión de su carne está relacionada con numerosas enfermedades, incluida la triquinosis. La verdad es que los cerdos comen sus excrementos solo cuando no encuentran otro tipo de alimento a su alcance. No tienen poros en la piel, por lo que para regular su temperatura corporal necesitan refrigerarse por la boca. No obstante también las cabras y las gallinas se alimentan de sus propios excrementos. La triquinosis fue conocida por la comunidad científica a finales del siglo xix y no hay razón para la emergencia de este tabú. «Si la la principal causa de la prohibición hubiera sido solamente los aspectos higiénicos, en este caso los ovinos hubieran sido prohibidos urgentemente mucho antes, debido al contenido de parásitos, muchos de los cuales producen enfermedades como el carbunco (…)». Descubrimientos arqueológicos realizados en el pasado en la región de Oriente Medio muestran que los cerdos eran consumidos en la zona.

### Carne de caballo

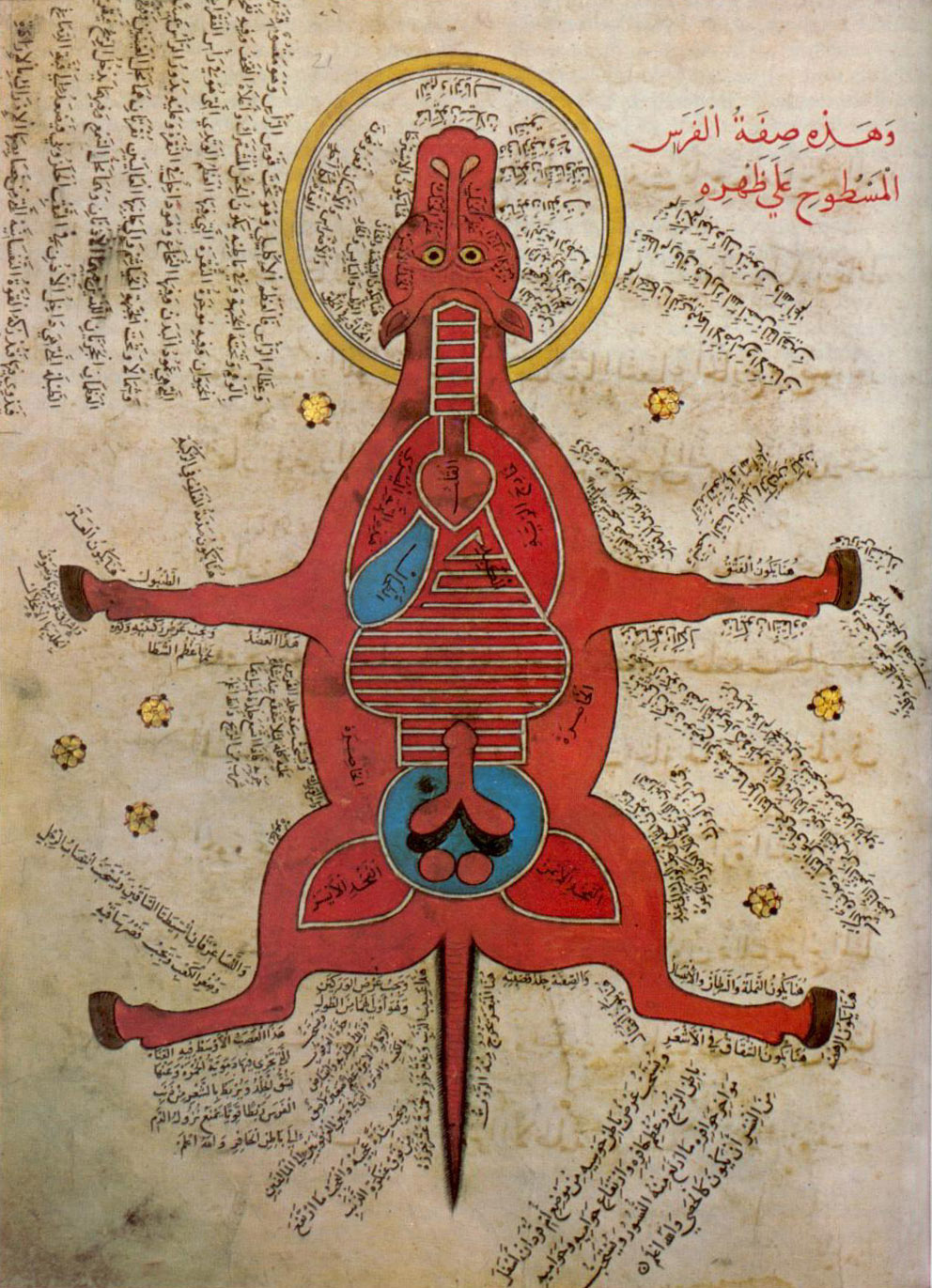
Anatomía de un caballo en una representación del Egipto medieval procedente del

La carne de caballo es considerada en algunos países como un alimento más en la dieta, pero al igual que otras carnes en otros países se ha convertido en un alimento tabú o al menos es rechazada para su consumo. El cashrut judío prohíbe entre otras cosas el consumo de la carne de caballo; en el islam se considera a la carne de caballo un alimento halal (permitido), y no es considerado como haram (prohibido). Sin embargo, el profeta Mahoma prohibió la carne de burro. 
En el cristianismo no existen reglas restrictivas al respecto. No obstante, la carne de caballo es considerada tabú en algunos países como Reino Unido, Estados Unidos y Australia, pero en algunas zonas de España, Francia, Bélgica, Países Bajos, Italia y Polonia es comercializada normalmente y puede encontrarse en supermercados. En Alemania, en Austria y en Suiza existen carnicerías de caballo, aunque la carne es consumida por una minoría en la actualidad. Existen platos en la cocina alemana como el Rheinischer Sauerbraten que en tiempos fue elaborada con carne de caballo; el Leberkäse elaborado en cocina austriaca con carne de caballo es considerado en este país como una delicia. Existen platos en la cocina japonesa como el sakura (桜) o sakuraniku (桜肉) donde es considerado una delicia.
En el año 2002, en el mundo China, México, Kazajistán, Italia, Argentina y Mongolia fueron los países de mayor producción de carne caballar. En el año 2001 solo en Europa se consumieron aproximadamente 153.000 toneladas de caballo. En el Noroeste de México, en el Estado de Sonora, se acostumbra a consumirla como carne seca, deshidratada y deshebrada, en un alimento tradicional llamado Carne Machaca, que sirve también como base para preparar otros platillos. 
Los psicólogos de la alimentación no dicen nada en contra de la alimentación basada en la carne de caballo. La carne posee numerosas fibras, es pobre en calorías, con la excepción del uso de viejos ejemplares la carne suele ser muy tierna. El consumo humano es muy antiguo y se han encontrado huesos de caballo en diversas excavaciones realizadas en cuevas de la Edad de Piedra probando de esta forma que se comían frecuentemente equinos en este periodo. Cuando hubo en Europa un cambio climático las llanuras y los pastos se expandieron y la carne de caballo se puso a disposición de los pueblos que montaban a caballo como pudo ser los mongoles y los hunos. Los caballos fueron poco a poco dejando su lugar como alimento debido a que era más fácil sacrificar a un cerdo, siendo además el caballo útil como medio de transporte más que como alimento. Los romanos de acuerdo con las fuentes no comían caballos, que eran empleados como medio de transporte y como medio logístico de las batallas, así como soporte para la caballería.
Las tribus moras que conquistaron España en el año 711 cruzaron los Pirineos en el año 720 y sufrieron una derrota en la batalla de Poitiers del año 732 por las tropas comandadas de Carlos Martel; este contratiempo hizo que el avance se detuviera. La caballería jugó un importante papel en esta victoria. En la misma época se realizaban sacrificios con animales dedicados a los dioses por las tribus teutones; entre los que se incluía el sacrificio de caballos. Tras la batalla de año 732 el papa Gregorio III escribió una carta al misionero Bonifatius en la que requería prohibir el consumo de carne de caballo de forma inmediata, alegando la pureza de los mismos.

### Sangre
En el judaísmo, en el islam y en ciertas denominaciones cristianas como los testigos de Jehová y los adventistas, se considera tabú el consumo de sangre, carne sangrienta o alimentos que contengan sangre como ingrediente.
En la Biblia, en el libro V de Moisés (Deuteronomio 12:23), se rechaza el consumo de sangre debido a que es fuente de vitalidad. Esta prohibición se repite en la Torá y en el Levítico. Al igual que el caso del tabú de la carne de cerdo, el hecho de que el tabú de comer sangre aparezca en la Biblia no ha bastado para extenderlo entre los cristianos (aunque habitualmente sí existe un tabú cultural). Sin embargo, existen indicios de que esta prohibición era respetada por los primeros cristianos.
En el Corán la prohibición se puede leer en la Corán 5.4. Para respetar este tabú, en los faenamientos existen métodos especiales y personas especializadas (judaísmo: Shojet, ‘matarife’) encargadas de «purificar» la carne eliminando todo rastro de sangre para que pueda ser ingerida de acuerdo con las reglas de cada religión. En el Corán existen prohibiciones explícitas acerca de la ingesta de sangre (Razi, Bd.): se menciona repetidamente que el sacrificio de los animales debe ir acompañado de un degüello, que elimina los rastros de sangre en sus venas. No obstante, la prohibición del Corán se refiere directamente solo a la «sangre derramada», lo que se puede entender como la sangre que brota.
Por razones diferentes a la religión, en algunos países de la Unión Europea está prohibido vender sangre líquida, alegando razones de salud pública. Este fenómeno ha hecho que algunos platos tradicionales como el sanguinaccio dolce (extraña mezcla de chocolate con sangre de cerdo) de la cocina de Nápoles quedara relegado casi al olvido. Sin embargo, el consumo de sus subproductos procesados en forma de embutido (morcillas, black pudding, etcétera) está muy extendido y es altamente popular. En Galicia es tradicional comer durante la matanza del cerdo, filloas hechas con su sangre. En la región sur de México es muy consumida la moronga, un embutido hecho con sangre de cerdo y especias.

## Alimentos tabú por motivos no religiosos

### Carne de perro

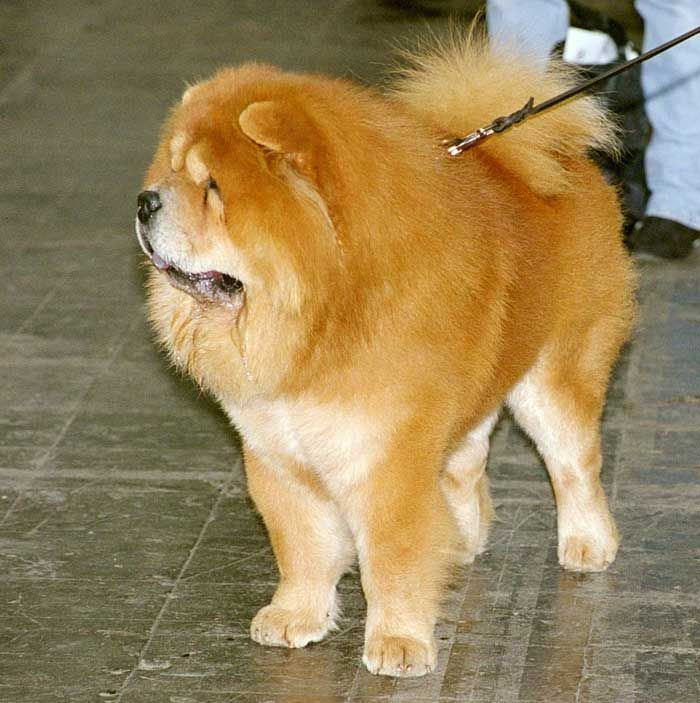
El perro Chow Chow fue considerado un alimento en China.

Aunque la carne de perro se consume en ciertos países, en la mayor parte del mundo se considera un alimento tabú. En Europa llegó a usarse como alimento solo en situaciones de catástrofe o emergencia en el pasado, pero actualmente su consumo es tabú y se asocia a menudo con los movimientos de protección de los derechos de los animales. Se utiliza en países como China, Corea, Vietnam, Filipinas, Timor Oriental y el Congo. 	
Existen referencias sobre el hecho de que en Suiza y en ciertas partes de Alemania se come carne de perro. Hacia 1900 existían mataderos de perros en Chemnitz, Dresde y Zwickau. En una entrevista de mayo de 2006, Enrique de Dinamarca se declaró amante de los perros y de su carne, a la que comparó con la del pollo.
Son pocos los psicólogos de la alimentación que afirman la necesidad humana del consumo de  carne de perro. La aceptación o rechazo de este tipo de carne por la sociedad o por grupos sociales es un fenómeno que puede definirse solo como culturalmente adquirido. La discusión sobre este tema en Europa y Estados Unidos tiene como resultado que su relación con estos animales domésticos es intensa y comparte lugar común en la vida íntima de las familias. Durante la Copa Mundial de Fútbol de 2002, celebrada en Corea del Sur, hubo una actividad crítica internacional sobre el consumo de carne de perro en Corea, ya que este país no había prohibido su consumo. La actriz y protectora de los animales Brigitte Bardot habló a favor de la protesta internacional.
En las culturas occidentales, los animales domésticos se han ido considerando parte de las familias humanas. Este fenómeno ha hecho distinguir a los antropólogos entre «mascotas» (animales pequeños que se adoptan), los «animales domésticos» (generalmente más grandes y conviven con los humanos) y los «animales útiles» como las vacas y los cerdos. Algunos pensadores hacen ver que existe una unión emocional con estos animales que los convierten en potenciales alimentos tabú, aunque Harris y otros autores niegan esta unión emocional.

### Insectos

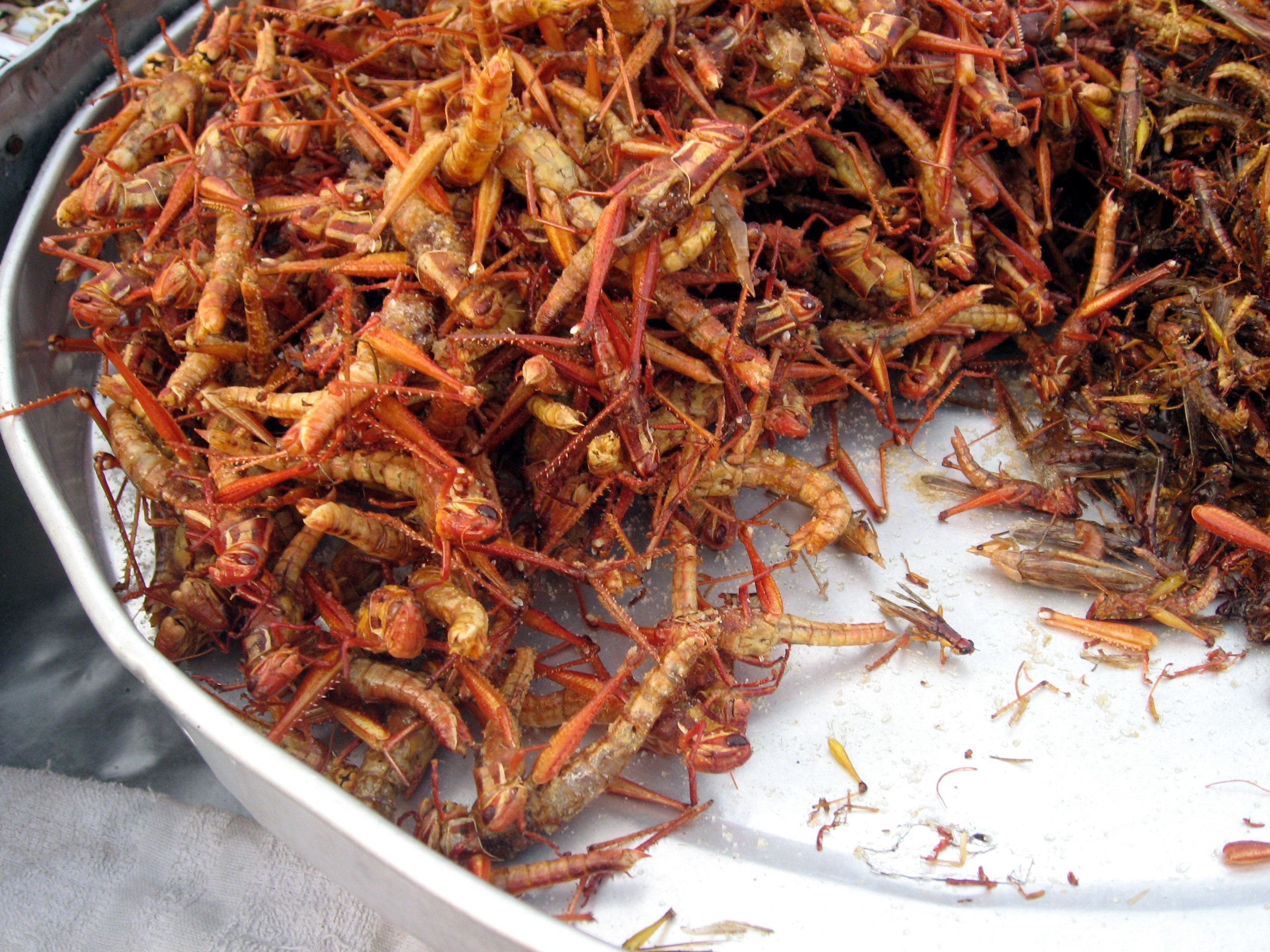
Langostas asadas a la parrilla en Bangkok.

En Europa, los insectos no son considerados un alimento, mientras que en algunos países de Asia, África y partes de México pueden incluirlos como alimentos en algunos platos. En Europa y en Estados Unidos los insectos son asociados con la basura y la suciedad y por esta razón se evita su consumo. El consumo de insectos se denomina técnicamente con el término entomofagia en las culturas occidentales, y se deduce de él que es una costumbre desviada o inusual. Los antropólogos asumen que en la antigüedad algunos insectos formaron parte de la dieta de los europeos, algunos poetas de la antigüedad como Aristófanes llamaban a las langostas «pollo de cuatro alas», y los romanos comían larvas denominadas Cossus. En la Edad Media algunos hábitos alimentarios cambiaron y los insectos desaparecieron de la dieta. No obstante a comienzos del siglo XX en algunas partes del Norte de Hesse y Francia se elaboran sopas con el Melolontha. En la Biblia y el Corán se menciona también el consumo de langostas.

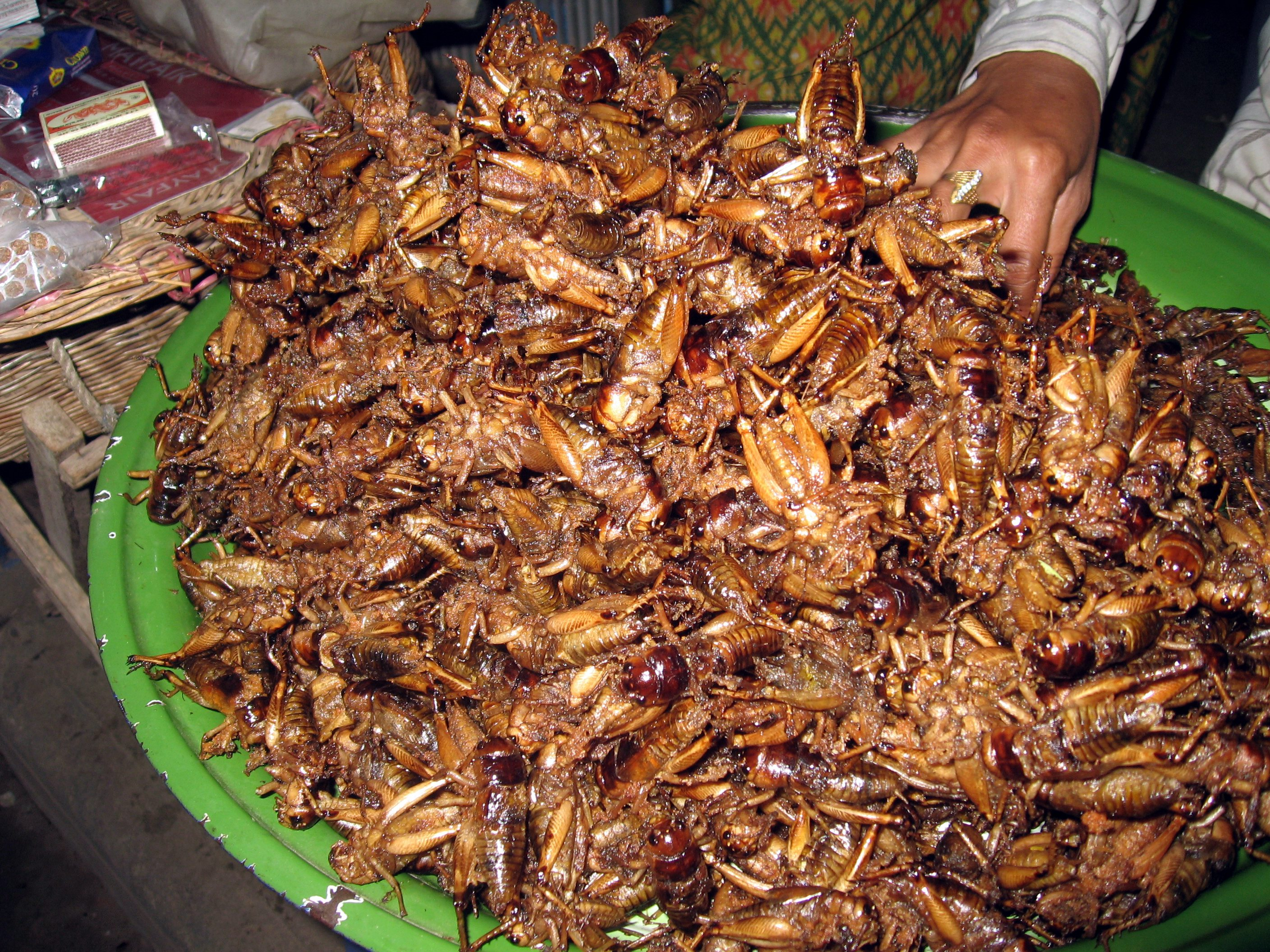
Insectos fritos en un mercado de Reino de Camboya.

A la vista de que el constante crecimiento de la población humana puede llegar a un punto en el que no existan alimentos cultivados para abastecerla (Catástrofe maltusiana), los expertos han empezado a pensar en la posibilidad de alimentar a la población con insectos, intentando hacer más popular su consumo. De forma aislada se ofrecen menús en ciertos restaurantes, apariciones de ciertos libros, programas de televisión, etcétera. No obstante, el consumo de ciertos insectos cae a la vista de la Unión Europea bajo la categoría de novel food y ha dedicado un apartado de su regulación para vigilar su consumo. Poco a poco los países occidentales van adaptando sus costumbres culinarias hacia el consumo de insectos de forma masiva en el futuro, no obstante algunos productos vendidos en los mercados occidentales suelen contener como ingredientes insectos molidos, como por ejemplo en la mermelada, mantequilla de cacahuete o en los vegetales congelados. También los higos contienen de forma natural pequeños insectos entre su pulpa.
Muchos insectos pueden ser considerados como una fuente apropiada de proteínas, por ejemplo, cien gramos de larvas de termitas africanas pueden llegar a tener 610 kcal, 38 g de proteína y 46 g de grasa; 100 g de larvas de polillas tienen aproximadamente 375 kcal con 46 g de proteína y 10 g de grasa. Las larvas secas de abeja tienen un 90% de proteínas y el resto, de grasa. El hecho de que los insectos posean una sustancia como la quitina que no podemos digerir no habla en contra de su consumo, ya que puede retirarse fácimente antes de su ingesta, al igual que se hace con los crustáceos (langostas, langostinos, etcétera). Además, las larvas no contienen quitina. El sabor de las termitas y grillos recuerda al de lechuga y las langostas fritas tienen un sabor dulce. No obstante, no todos los insectos son comestibles, siendo una parte de ellos venenosos.
Algunos casos aislados y locales en Europa son un ejemplo tradicional de consumo de insectos. Uno de ellos es el queso italiano Casu marzu que se come en Cerdeña y que tiene larvas, otro ejemplo es el Milbenkäse que se elabora con los excrementos de los ácaros.

### Plantas y verduras tabúes

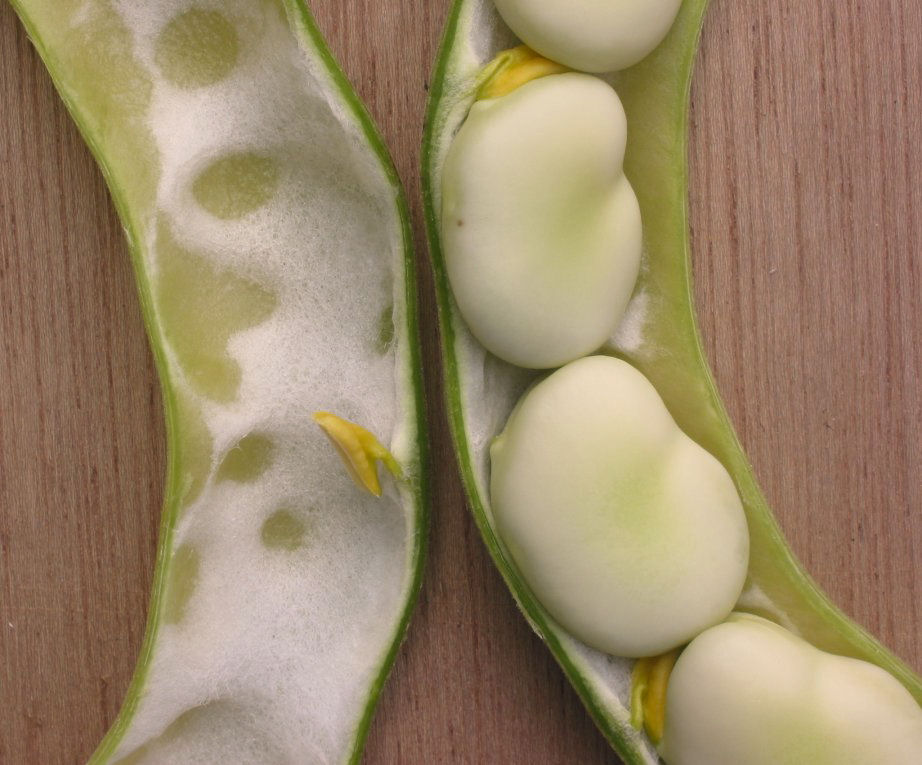
Las habas gordas como tabú pitagórico.

Mientras la mayoría de las sociedades asocian los tabúes al consumo de determinadas carnes, los tabúes basados en plantas son raros y existen solo en pequeñas etnias muy bien conocidas. Además se produce una distinción en sexos: existen alimentos que son tabúes para hombres (y no para mujeres), y viceversa. Muy pocos autores mencionan los alimentos tabú basados en verduras o plantas y muchos de ellos afirman que el alimento tabú es solo con carne, y rechazan la existencia de tabús alimentarios basados en plantas.
La etnóloga Anne Meigs ha investigado la cultura y la vida social de las tribus de Hua en Nueva Guinea y ha proporcionado entre otras cosas una lista con tabús alimentarios de los hombres. Todos los alimentos implicados estaban asociados con la feminidad y con la sexualidad femenina. Por ejemplo, los vegetales con colores rojos, las frutas brillantes del mismo color y las setas, por su relación con la menstruación, eran tabú, así como los alimentos relacionados con ciertos olores (entre la lista se tiene algún tipo de seta y dos tipos de dioscoreáceas). Entre los hombres de la tribu existen sanciones para aquellos que violen los tabús. En las culturas occidentales se han asociado los tabúes de plantas a la sexualidad, en algunos instantes de la historia no se ha considerado tabú y era considerado sin embargo como afrodisíaco.
Un ejemplo histórico de tabú al consumo de plantas es el del matemático griego Pitágoras de Samos: tanto él como sus seguidores «pitagóricos» (al igual que los órficos) hicieron de las habas un ejemplo de tabú alimentario. La existencia del tabú fue mencionada por fuentes antiguas como Aristóteles. El origen del tabú puede haber sido la creencia en la reencarnación y la migración de las almas, dentro de la creencia de los pitagóricos.

## Alimentos prohibidos y aversiones
El consumo y caza de algunos animales está internacionalmente prohibido por razones de protección de especies. Algunos ejemplos son la tortuga, el castor, algunas focas antárticas y las ballenas. La Unión Europea sanciona severamente a los ciudadanos que infrinjan daños o cacen estas especies protegidas, así como el consumo de perros y gatos. Una prohibición legal no es equivalente a un tabú. Hay especies de animales en vías de extinción sin relación con su consumo directo por los humanos. No obstante, el límite entre los alimentos prohibidos legalmente y los que son tabú está aún en discusión, y algunos autores tratan a ambos como un tabú.[cita requerida]
La socióloga Monika Setzwein establece diferencias entre prohibición, tabú y rechazo, estableciendo una escala gradual de aceptación social que va desde el tabú (muy aceptado en la sociedad), el rechazo (algo menos) y finalmente la prohibición. Define como tabú una «prohibición interna», que no requiere de una razón especial para ser activada. «Una característica sustancial del tabú es que es una ocupación emocional y que a menudo tiene un carácter ambivalente, donde la reverencia y el aborrecimiento tienen fronteras muy sutiles. […] El rechazo a ciertos alimentos puede distinguirse de las prohibiciones y de los tabús, debido en parte a las connotaciones sociales de las comidas.».

### Pájaros cantores

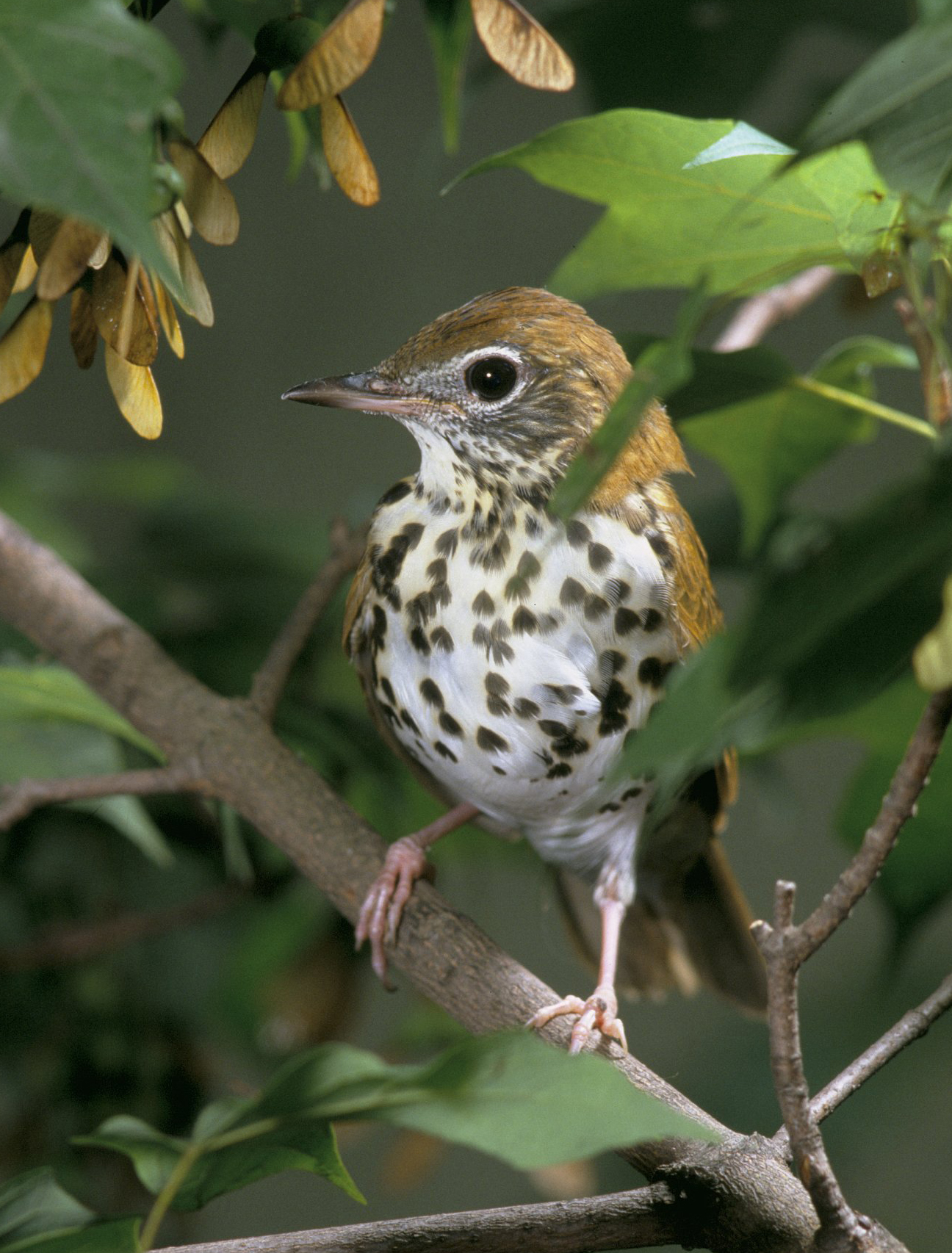
En la imagen se representa un tordo típico en las cocinas europeas antiguas.

Respecto a los pájaros cantores no existe en la UE una prohibición clara sobre su caza e ingesta, no obstante existen países donde la caza de pájaros está permitida por las leyes a pesar de las leyes europeas de protección de animales. Por ello en algunos países de Europa se considera una práctica aceptable servirlos como delicias en los restaurantes y bares, como en los Alpes, Italia, España o Francia.
En los libros antiguos existen ejemplos históricos que prueban que la ingesta de pájaros cantores ha sido parte de la dieta de todas las clases sociales durante muchos milenios en el norte de Europa. Solo hubo rechazo sobre su ingesta cuando comenzaron los movimientos sociales para la protección de los animales en el siglo xix, momento en el que empezó a ponerse en duda su consumo. Algunos autores tratan más este tema como un rechazo que como un tabú.
Existen, no obstante, algunas tradiciones europeas de ingesta de pájaros, como por ejemplo el Thüringer Meisensuppe en la cocina alemana, el Helgoländer Drosselsoop o el muy conocido internacionalmente Leipziger Lerchen. Hasta hace poco eran comunes en la cocina española los pajaritos fritos (prohibidos en la actualidad). En Latinoamérica,  seguramente heredado de la tradición culinaria italiana, la polenta con pajaritos figura en libros de cocina como un clásico. El investigador Schmoll menciona que la prohibición de la ingesta de pájaros en Europa comenzó en el siglo xviii en el norte de Europa y fue creciendo a medida que avanzaban los siglos. Los motivos de la protesta son dobles: por una parte este tipo de animales regula la población de insectos y por otra es visto como un animal social.

### Ballenas
El consumo de ballenas es muy popular en las gastronomías de Islandia, Noruega (en la costa oeste) y Japón, así como en la cocina Inuit de los esquimales. En la actualidad su caza para el comercio está prohibida y con fines científicos altamente restringida.

### Tortugas

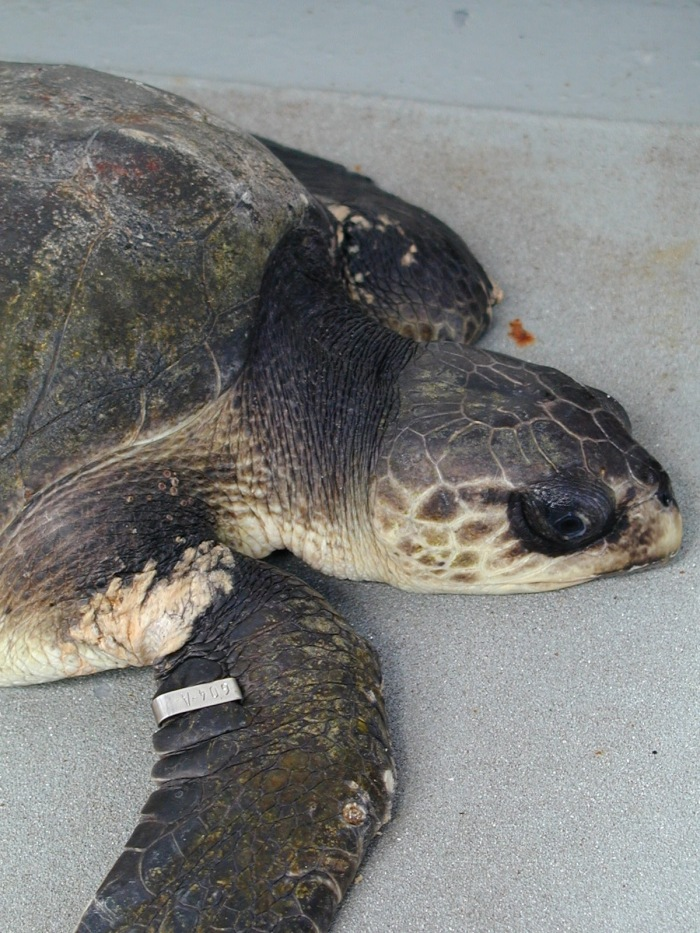
Tortuga sacrificada para elaborar la sopa de tortuga.

Un ejemplo de prohibición justificada es la importación de la especie denominada tortuga marina, empleada generalmente en la genuina sopa de tortuga. Esta prohibición empezó en Alemania en 1984 y desde los años 1980 no se han exportado más ejemplares. La tortuga marítima es considerada una especie amenazada desde la convención de Washington protection of species agreements. En las leyes judías sobre la comida se dice que la tortuga, así como todo animal acuático que no tenga escamas y branquias, es impura y por lo tanto considerado como un tabú.
La sopa de tortuga empezó a ser en muy popular en el siglo xviii en Gran Bretaña, lugar donde fue inventada y consumida como una delicia exótica y símbolo de estatus por las clases medias. Ya en el siglo xvi se valoraba como una carne muy nutritiva. Como la carne de tortuga era considerada un pescado, se podía comer durante la Cuaresma, y de esta forma se produjo un incremento estacional de su consumo en Semana Santa.

### Vísceras

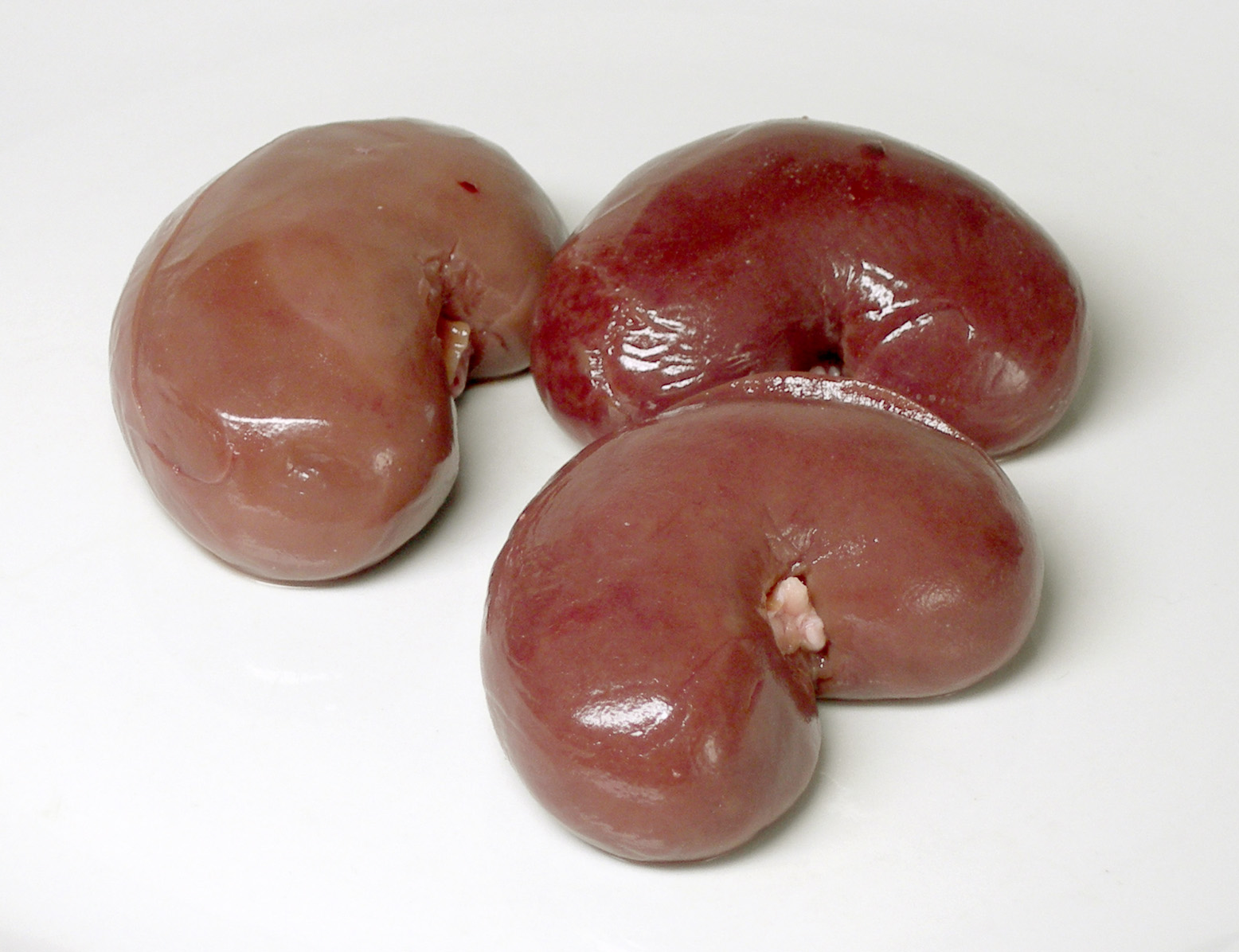
Riñones de cordero frescos.

Es tradicional que tras el faenamiento de ciertos animales se consuman todas sus partes, no solo por personas humildes. El uso de las vísceras en las cocinas se describía en los libros de cocina del siglo xix aunque ya habían sido contempladas como alimento desde la Edad Media, y se conoce de su consumo desde el mismo origen de la humanidad. El investigador Stephen Mennell afirma: «Muchos humanos no sienten aversión hoy en día hacia el consumo de carne, sino en particular hacia el consumo de ciertas partes de animales, denominadas vísceras». Su origen en la mayor parte de los casos procede de raíces humildes, de los estratos bajos de la población que solo podía alimentarse de forma barata con los restos de sacrificios de animales, etc. Así se explica por ejemplo la existencia de platos tan populares de antaño como las gallinejas (tripas e intestinos de cordero fritos) o los callos en la cocina madrileña y en la gallega o el saumagen de la cocina alemana del Palatinado y los haggis de la cocina escocesa, para luego dar paso a platos muy preciados en cierta época, como el foie gras francés (paté de hígado de pato) e incluso el caviar noruego (huevos de esturión).
A pesar de lo popular que fuera antaño, la aversión hacia este tipo de platos con vísceras (casquería) está incrementando, hasta el punto de que poco a poco se está convirtiendo en una delicia para una minoría de la población, como por ejemplo las mollejas coronadoras de las parrillas rioplatenses o los sesos (clásico relleno de buñuelos) o la lengua a la vinagreta y la invernal buseca de mondongo. Los psicólogos sociales han podido probar, en una escala Guttman, las actitudes hacia el consumo de las vísceras, y se ha podido comprobar cómo crece el rechazo al hígado sobre el riñón, lengua, cerebro y testículos, y han descubierto además que en América el rechazo es mayor que en Inglaterra o en Francia.

### Productos lácteos
Mientras que en Europa y Estados Unidos productos como la leche y sus subproductos son generalmente aceptados, en otras culturas existen muchos grupos humanos que los rechazan o evitan, como por ejemplo en muchos lugares de Asia. No se debe tanto al sabor, sino más bien a la inexistencia en la mayoría de la población adulta de la enzima intestinal denominada lactasa, que es la encargada de procesar la lactosa en la digestión. Este fenómeno recibe el nombre de intolerancia a la lactosa. El bebé humano, nazca donde nazca, tiene este enzima en su estómago para poder procesar la leche materna, aunque el cuerpo cesa la producción del enzima a los tres años. Por esta razón la tolerancia a la lactosa no es una regla sino una mutación genética. Sin esta enzima el colon se irrita en contacto con la lactosa y produce diarreas, así como diversos trastornos gástricos o intestinales.

## Canibalismo
Uno de los alimentos considerado tabú en la mayoría de las culturas del mundo es la carne humana (canibalismo). Socialmente el consumo de carne humana es considerado aceptable en ocasiones excepcionales, como por ejemplo en casos de naufragio. Marvin Harris dice que "la sociedad sanciona el consumo de carne humana cuando existe la presencia simultánea de otros alimentos", aunque muchas personas piensan que el consumo de carne humana debe ser considerado como contrario a la moral en cualquier caso.
Los yacimientos arqueológicos encontrados apuntan hacia el hecho de que el canibalismo era una práctica común en las etapas primigenias del hombre. Se han encontrado referencias datadas de hace aproximadamente 350 000 años en China. También en la época del hombre de neandertal se han realizado descubrimientos, algunos casos muestran ejemplos claros de procesamiento (pre-cocina) en los que la carne humana no se ingería cruda. Las víctimas en algunos casos eran parte de un culto religioso, algunos casos se han encontrado en Bad Frankenhausen en Turingia.
Los antropólogos han descrito cuatro tipos diferentes de canibalismo:
- El conocido Canibalismo profano, identificado como el empleo de la carne humana como alimento.
- El Canibalismo antisocial, también como Canibalismo de guerra, que se produce en situaciones límite o accidentes (como el ocurrido en el vuelo 571).
- El Canibalismo de juicio, cuando un condenado es víctima de prácticas caníbales motivadas por vengaza.
- El canibalismo ritual como parte de un ofrenda a los dioses.

## Cuadro resumido sobre alimentos tabú
| Alimentos                                         | Algunas culturas en que son tabú o ilegal     | Son alimentos aceptados en |
| ------------------------------------------------- | --------------------------------------------- | --- |
| Ranas                                             | Estados Unidos, Inglaterra                    | Francia, Italia, Asia, Argentina, Bolivia, México, España |
| Perros                                            | Gran parte de Europa y América                | China, Corea, Congo y Suiza |
| Insectos                                          | Europa y parte de América                     | Asia, África, tribus amazónicas, Asia Oriental, sur y oriente de México                                                                                            |
| Gatos                                             | Europa y América                              | China, Corea y Perú (Excepto Lima) |
| Conejo                                            | Países angloparlantes, Japón y religión judía | España, Italia, Francia y China |
| Caballo                                           | Estados Unidos, Inglaterra, Australia.        | Francia, Italia, Alemania, Japón, Chile (charqui), México, España                                                                                                  |
| Ratas                                             | Europa y América                              | Ghana, Tailandia y México (ratas de campo) |
| Vacas                                             | Hinduismo                                     | Cristianismo, Islam, América |
| Tortugas                                          | Judaísmo                                      | Asia, América |
| Iguanas                                           | Europa, Colombia (región Andina)              | Centroamérica, México, Colombia (Magdalena Medio, Costa Caribe) |
| Cerdos                                            | Judaísmo, Islam                               | Mundo cristiano |
| Pájaros cantores                                  | Europa, Argentina                             | Bolivia, Italia, Francia, México, Portugal |
| Arañas                                            | Europa, América                               | Laos, tribus amazónicas |
| Caracoles                                         |                                               | España, Francia |
| Lagartos y saurios                                | Gran parte de Europa, Asia y América          | Asia, México, Panamá, algunas tribus australianas, oriente boliviano, sur de Estados Unidos (se consumen aligátores y caimanes) y Caribe Colombiano (iguana verde) |
| Vísceras                                          |                                               | América Latina, España |
| Morcillas y otros alimentos preparados con sangre | Islam, judaísmo, Testigos de Jehová           | Gran parte de América del Sur, México, España, Perú, Alemania, Reino Unido y Estados Unidos                                                                        |